# ヒンゴーリー
ヒンゴーリー（マラーティー語：हिंगोली hiṅgōlī、英語：Hingoli）は、インドのマハーラーシュトラ州、ヒンゴーリー県の都市。県庁所在地でもある。

## 歴史
ヒンゴーリーはもともとニザーム王国の支配下にあった。
18世紀後半、マイソール王国の支配下にあり、1803年まではマラーターの支配下にあった。
その後、ニザームの支配下に戻り、1948年までその支配下にあった。

## 地理
ヒンゴーリーは北緯19度43分 東経77度09分 / 北緯19.72度 東経77.15度に位置している。